# Pierres Pouquelées (Vauville)
Les Pierres Pouquelées sont une allée couverte du Néolithique qui se dresse sur le territoire de l'ancienne commune française de Vauville, dans le département de la Manche, en région Normandie.

## Localisation
L'allée couverte est située au sommet d'une colline à 134 m d'altitude, à Vauville, au sein de la commune nouvelle de La Hague, dans le département français de la Manche.

## Historique
L'allée couverte, datée d'environ quatre mille cinq cent ans, a fait l'objet de fouilles en 1755, avant qu'on en enlève les tables de couverture, par la Société royale académique de Cherbourg. Cette fouille n'a pas donné lieu à une publication.
Au début du XIXe siècle (vers 1830), les tables de couverture ont été récupérées par les habitants afin de construire un pont. Alerté, le sous-préfet de Valognes en ordonna la remise en place, mais les blocs furent simplement déposés sur le site : il s'agit certainement de ceux qui gisent au sol à quelques mètres de l'allée. Une bonne partie des orthostates ont disparu en 1833. Le site a été classé aux monument historiques à la suite de la demande de Léon Coutil.

## Description
L'allée couverte est orientée nord-ouest/sud-est. Très ruinée, elle est longue actuellement de 14,50 m pour une largeur intérieure d'environ 1,25 m et d'une largeur extérieure de 2,40 m pour une hauteur sous table de 1,20 m. L'entrée semble se faire latéralement au sud-ouest.
Les dalles sont en grès quartzeux, sauf deux tables de couverture qui sont en granite et proviennent probablement d'un gisement distant de 3 km, situé au niveau de la mer.

## Protection
L'allée couverte dite des Pierres Pouquelées est classée au titre des monuments historiques par arrêté du 28 janvier 1907.

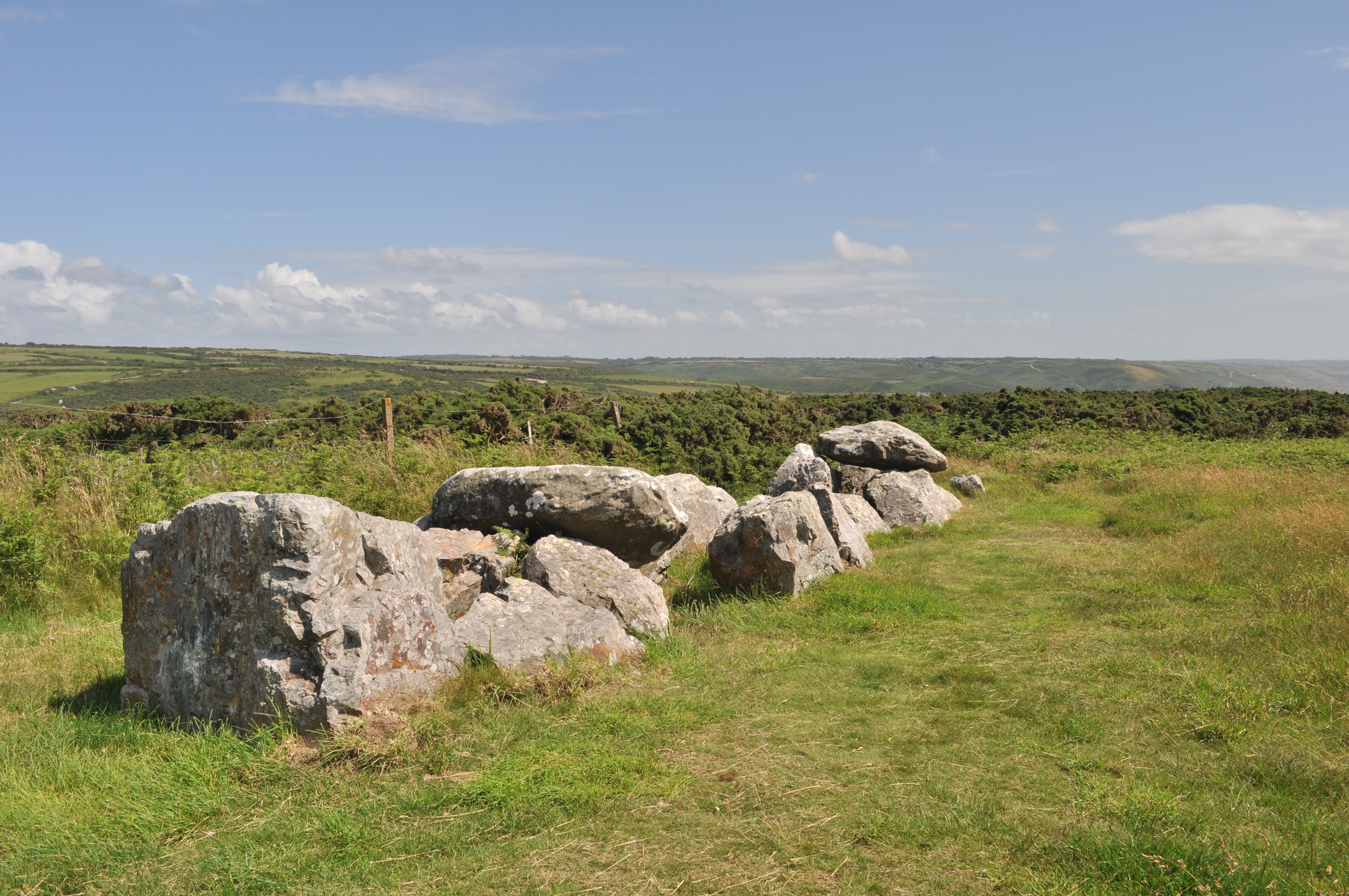
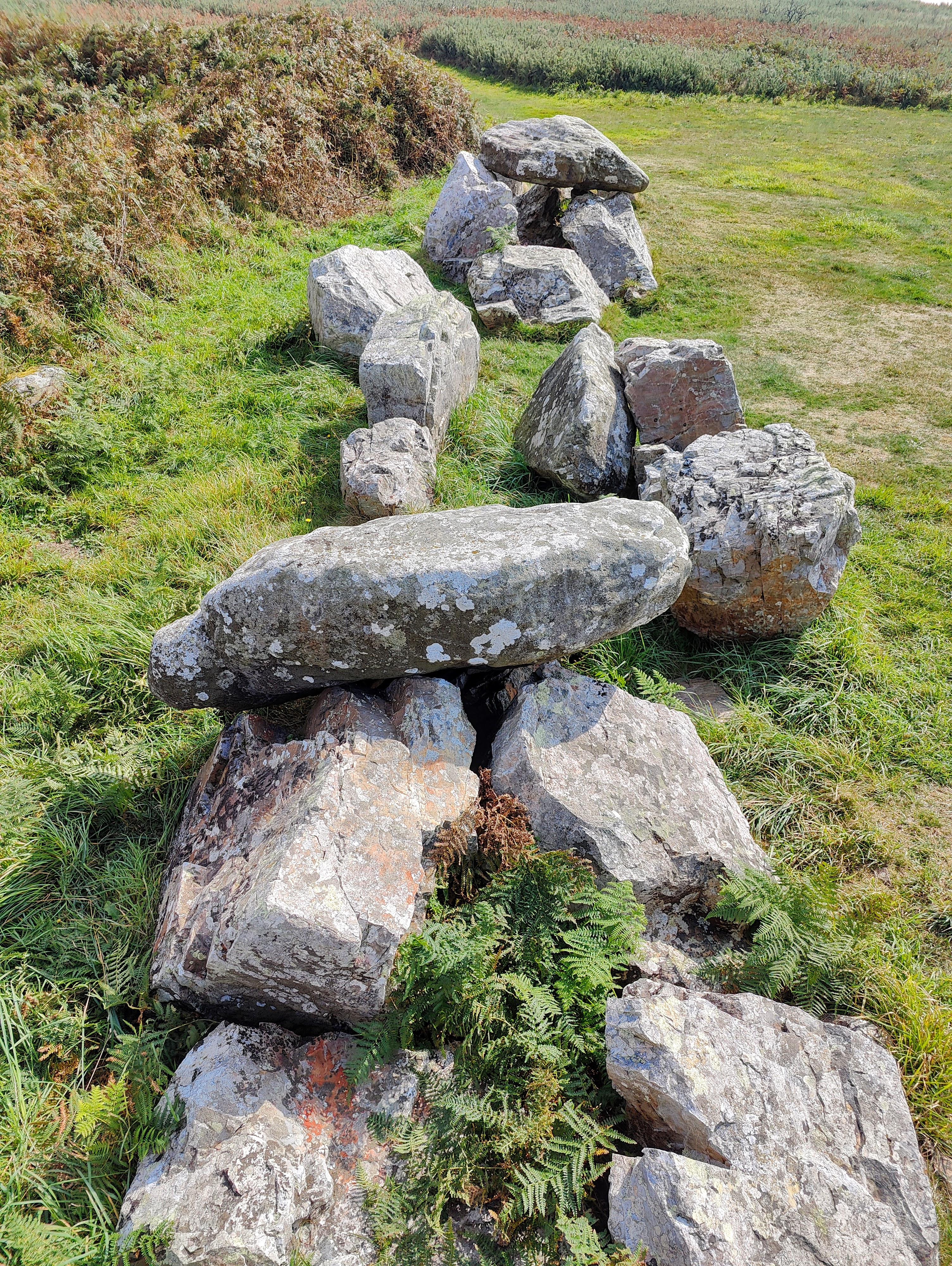
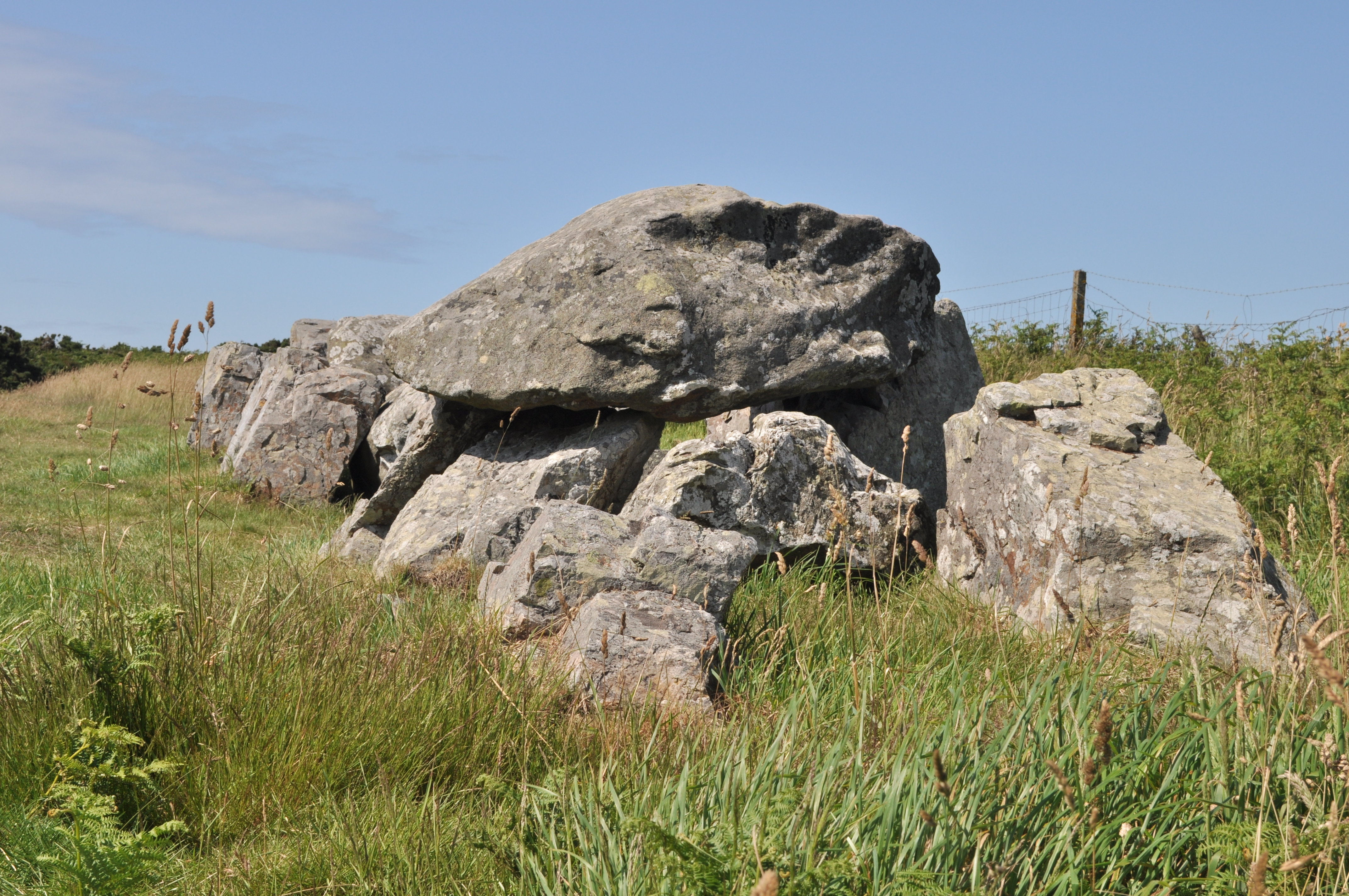

## Pour approfondir